# Аалтонен, Вяйнё Валдемар
Вя́йнё А́алтонен, полное имя Вяйнё Валдемар А́алтонен (на русском языке фамилия произносится через твёрдый -нэ- [ А́ а л т о н э н ], фин. Wäinö Aaltonen, 8 марта 1894, Каринайнен, Великое княжество Финляндское — 30 мая 1966, Хельсинки, Финляндия) — финский скульптор и живописец. Известен как автор памятников и бюстов, а также рельефов, медалей, пейзажных рисунков и картин маслом.

## Биография

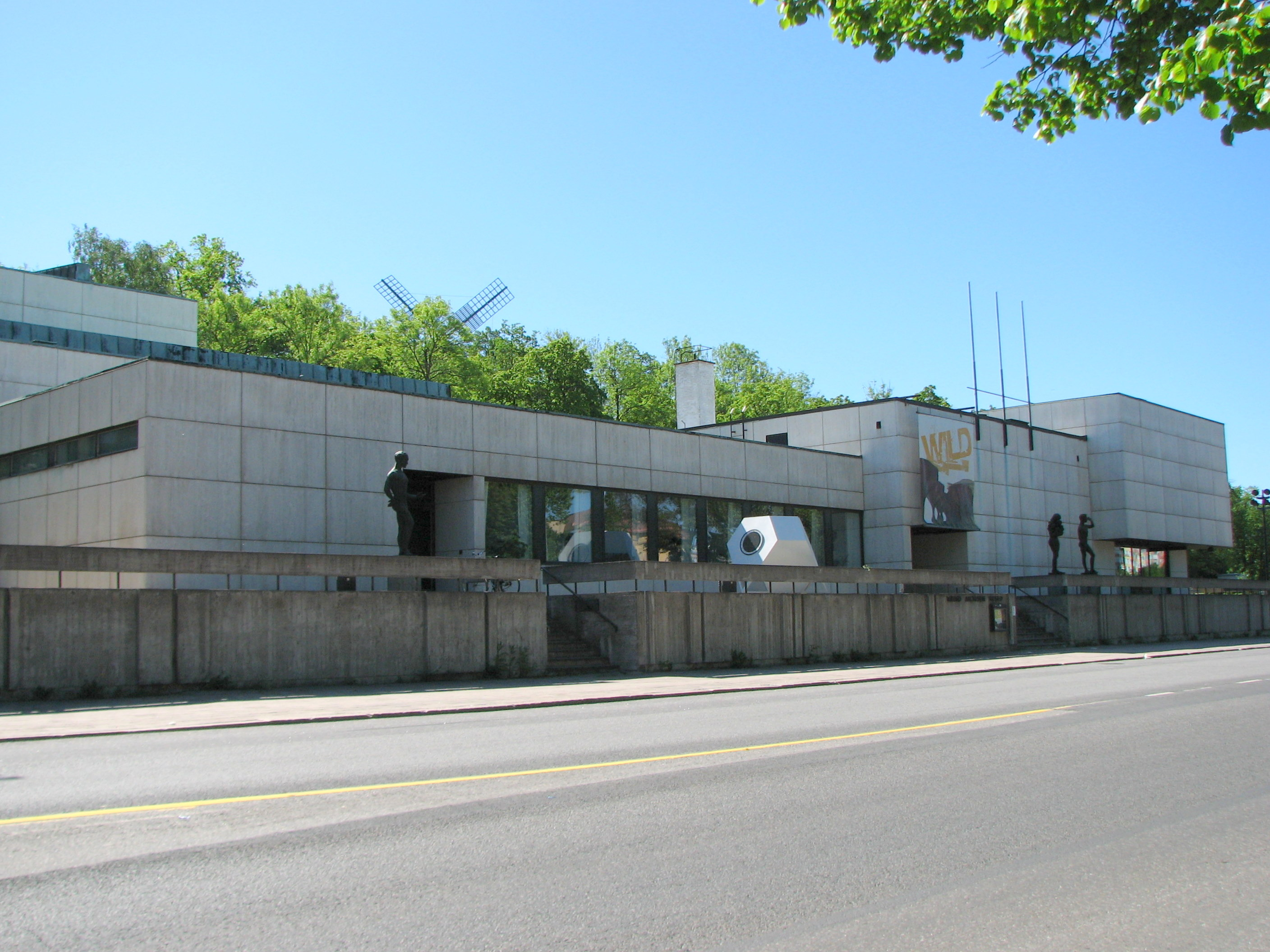
Музей Аалтонена

Родился 8 марта 1894 года в деревне Мяэнпяя волости Каринайнен в семье портного и крестьянки. В 1905 году их семья (у Вяйнё было три сестры и брат ) переехали в Лауттаранта, Хирвенсало,  Турку. Вяйнё окончил начальную школу Хирвенсало в 1907 году. В возрасте 16 лет он начал изучать рисунок и живопись в ассоциации художников Финляндии (1910-15) у Виктора Вестерхольма, а также за рубежом. Во время поездки в Италию в 1923 испытал сильное влияние представителей кубизма и футуризма — художественных направлений, ставших основными в его творчестве. Завоевал авторитет монументальными композициями, символизирующими независимость страны (фигуры на мосту в Тампере, 1927-29; группа «Труд и будущее», украшающая зал заседаний сейма в Хельсинки, 1930; и др.). с 1936 года входил в состав акционеров интерьерного магазина «Koti-Hemmet» архитектора Эльны Кильяндер.

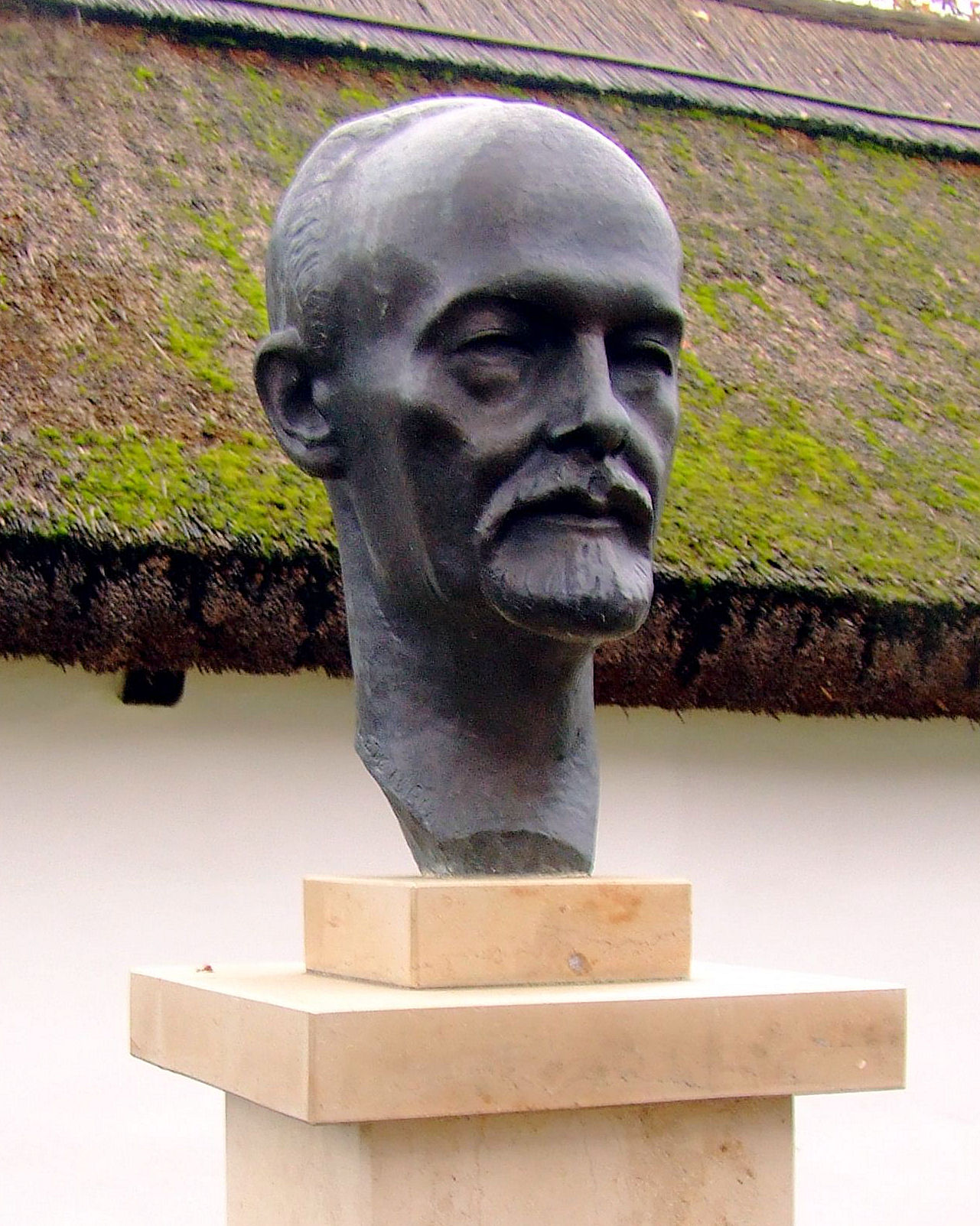
Бюст финского писателя Отто Маннинена работы Вяйнё Аалтонена. Мемориальный дом-музей Ш. Петёфи

Работал в граните и мраморе, широко используя также дерево, терракоту и бронзу. Одним из известных произведений раннего периода его творчества является скульптура Granite Boy (1917—1920). Придерживался в своих эпически-величавых образах стилистики позднего модерна, прибегая порою к приёмам кубизма.
Автор психологических портретов («Ян Сибелиус», мрамор, 1935, Дом-музей Сибелиуса, Пори), статуй (цикл «Девы», гранит, 1917—1941; «Бегун П. Нурми», бронза, 1924—1925, Хельсинки); мастер монументальной и декоративной скульптуры (памятники: А. Киви, бронза, 1932—34, Хельсинки; финским переселенцам, гранит, 1938, Делавэр, США; монументы: «Дружба», бронза, 1952, Турку и Гётеборг, «Мир», гранит, 1950—52, Лахти, (Золотая медаль Мира в 1953), 4 фигуры для моста в Тампере, бронза, 1927—29).
Работал также как медальер, живописец и сценограф. С 1958 был почётным членом Академии Художеств СССР. В Турку в 1967 году был открыт музей Аалтонена.